# Особняк Кербалаи Исрафила Гаджиева
Особняк Кербалаи Исрафила Гаджиева (азерб. Kərbəlayi İsrafil Hacıyevin evi) — здание на улице Джафара Джаббарлы, 12 в Ясамальском районе города Баку. Распоряжением Кабинета министров Азербайджанской Республики от 2 августа 2001 года здание взято под охрану государства как архитектурный памятник истории и культуры национального значения (инв № 171).

## Описание

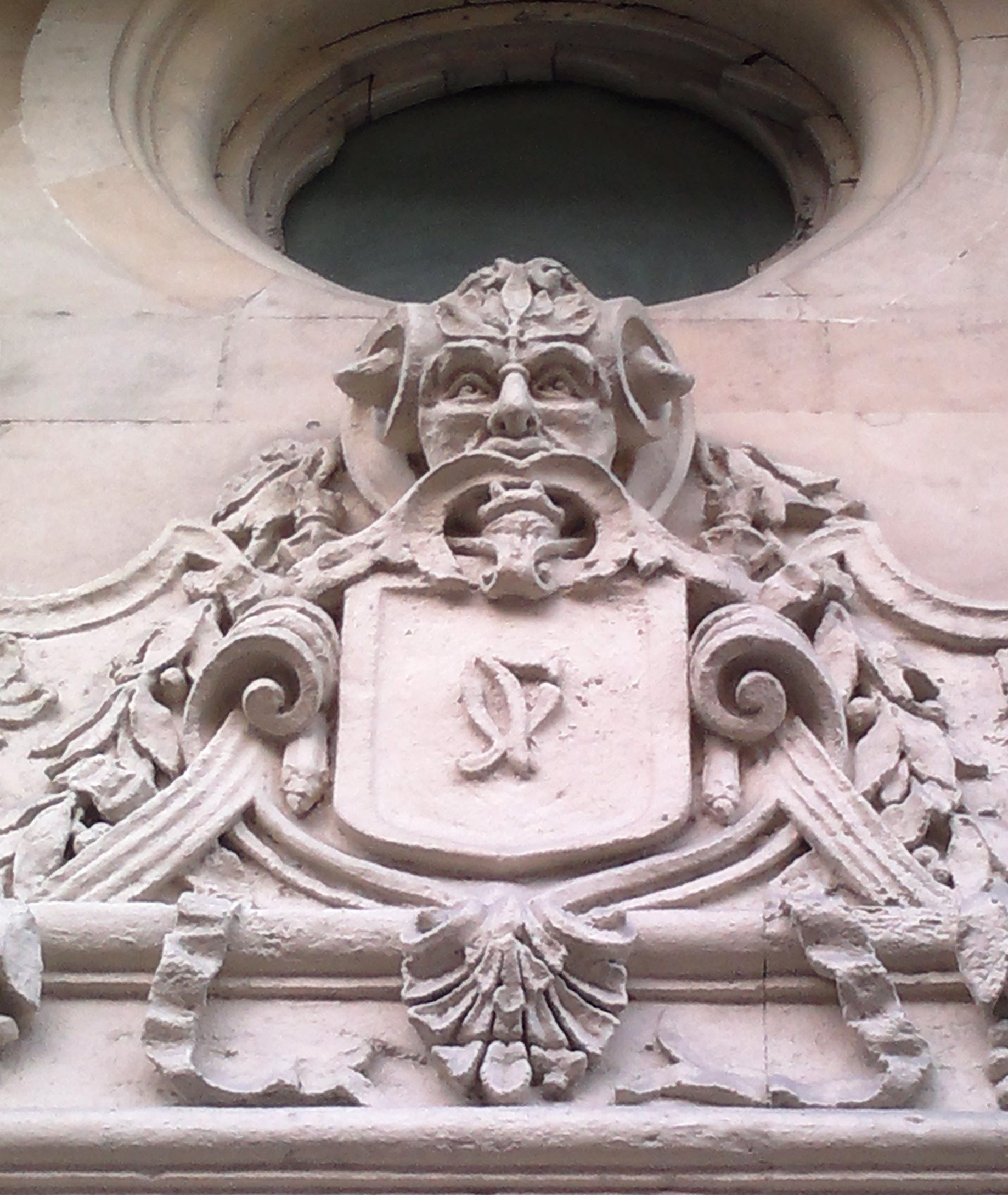
Детали фасада над дверью

Здание было построено в 1910— 1912 гг. гражданским инженером Иосифом Плошко.
Моделировка объёмных масс в композиции здания говорит о нарушении традиций классических членений. Схема композиции достаточно динамична и обладает чертами, присущими яркому модерну. Композиция фасада с двумя башнеобразными завершениями фланкирующих ризалитов, характерными линиями арок, проёмов этажей, профилями, присущими модерну, богатством деталей создала особенную архитектуру. Богатство деталей не нарушило общую гармонию. От московского и петербургского модерна, с их лепкой из бетона и штукатурки, бакинский модерн отличает особенная прорисовка орнаментальных мотивов тимпанов арок, завершённых ризалитов, отдельных архитектурных деталей, переданных глубоким рельефом резьбы по камню. Пластика фасада продолжается в ломанной линии карниза, перспективном решении арочных проёмов и в самой плоскости стены с архитектурными деталями модерна.
В интерьере здания выделяются мраморная парадная лестница, тонкие характерные линии рисунка карнизов, плафоны и двери с витражами. Особенное внимание привлекает плафон кабинета.
Здание является памятником архитектуры и неотъемлемой частью исторического наследия города.